# Wiktor Dubyno
Wiktor Prokopowycz Dubyno, ukr. Віктор Прокопович Дубино, ros. Виктор Прокофьевич Дубино, Wiktor Prokofjewicz Dubino (ur. 24 stycznia 1946 w Smoleńsku, Rosyjska FSRR) – ukraiński piłkarz, grający na pozycji bramkarza, trener piłkarski.

## Kariera piłkarska
Wychowanek SKA Smoleńsk. Pierwszy trener W. Biełokoń. W 1965 rozpoczął karierę piłkarską w drużynie rezerw Łokomotyw Winnica. W następnym roku przeniósł się do Szachtara Donieck, ale również grał tylko w drużynie rezerw. Latem 1966 odszedł do Szachtara Jenakijewe. Potem bronił barw Motoru Włodzimierz. Latem 1969 przeszedł do Karpat Mukaczewo. Latem 1970 został piłkarzem Werchowyny Użhorod (później nazywała się Howerła), w której zakończył karierę piłkarza w roku 1972. Po dłuższej przerwie w 1991 ponownie rozegrał jeden mecz w składzie Dnipra Czerkasy.

## Kariera trenerska
Po zakończeniu kariery piłkarza rozpoczął pracę szkoleniowca. W 1991 pracował na stanowisku dyrektora technicznego Dnipra Czerkasy. W 1993 do sierpnia prowadził Roś Biała Cerkiew. Na początku 1994 został mianowany na stanowisko głównego trenera Desny Czernihów, którym kierował do sierpnia 1994.

## Sukcesy i odznaczenia

### Sukcesy trenerskie
Howerła Użhorod
- wicemistrz Ukraińskiej SRR: 1972

### Odznaczenia
- tytuł Mistrza Sportu ZSRR